# 34 Komenda Odcinka Lubaczów
34 Komenda Odcinka Lubaczów – zlikwidowany samodzielny pododdział Wojsk Ochrony Pogranicza pełniący służbę na granicy polsko-radzieckiej.

## Formowanie i zmiany organizacyjne
34 Komenda Odcinka sformowana została w 1945 w strukturze 8 Oddziału Ochrony Pogranicza.
Organizowała się z żołnierzy 9 DP i do stycznia 1946, wraz ze strażnicami 154–157, stacjonowała w Przemyślu. 25 stycznia 1946 komenda wraz ze swoimi strażnicami wymaszerowała do Lubaczowa. Tam strażnice kwaterowały do czerwca 1946.
We wrześniu 1946 odcinek wszedł w skład Rzeszowskiego Oddziału WOP nr 8. W 24 kwietnia 1948, na bazie 34 Komendy Odcinka sformowano Samodzielny Batalion Ochrony Pogranicza nr 29.

## Działania bojowe
1 lutego 1946 batalion 9 Dywizji Piechoty i grupa operacyjna 34 komendy odcinka Lubaczów otoczyli w lesie pod Narolem zgrupowanie UPA. Żołnierze WOP zaatakowali obradującą na polanie grupę upowców. W toku walki przeciwnik poniósł duże straty w zabitych i rannych. Spalono szałasy, zdobyto wiele sztuk broni i amunicji oraz sprzętu wojskowego. W akcji ranny został szer. Roman Sucholaz.
14 marca 1946 pododdział 34 komendy odcinka pod dowództwem ppor. Franciszka Kędziora ochraniał komisję Departamentu WOP jadącą do Przemyśla. W rejonie Bachory wpadł w zasadzkę UPA. W walce polegli lub zostali zamordowani ppor. Franciszek Kędzior i 16 żołnierzy ochrony oraz dwaj oficerowie komisji: mjr Jakub Tumanów i por. Jan Bartoszewski. Uratował się ciężko ranny kpr. Stanisław Chruszczyk uznany przez napastników za zabitego. Udało się również wycofać do lasu kpt. Piorunowowi i szer. Superczyńskiemu.
10 kwietnia 1946 grupa rozpoznawcza 34 komendy odcinka pod dowództwem ppor. Konstantego Kucharczuka wykryła w rejonie miejscowości Bachory duże zgrupowanie UPA. Wspólnie z przysłanym wzmocnieniem, w toku dwudniowych walk, zniszczyła 12 zamaskowanych ziemianek i szałasów oraz zabiła 12 upowców zdobywając 4 rkm, 5 kb, 2 pm i znaczną część dokumentów.
21 czerwca 1946 grupa operacyjna komendy pod dowództwem mjr. Manko stoczyła walkę z oddziałem UPA w lasach między Łukawicami a Wielkimi Oczami. Zabito 6 upowców. Dwóch żołnierzy zostało rannych.
9 sierpnia 1946 w rejonie wsi Werchrata, Dziewięcierz plut. Franciszek Gorlik i kpr. Tadeusz Płachecki, ubezpieczając żniwiarzy 34 komendy i strażnicy Wielkie Oczy, zaskoczyli i obezwładnili ubezpieczenie sotni UPA biwakującej w Lesie Monastyrskim. Powiadomiony dowódca akcji zaatakował sotnie, biorąc do niewoli 8 osób oraz dużą część broni, amunicji i żywności.

## Struktura organizacyjna
Dyslokacja 34 Komendy Odcinka przedstawiała się następująco:
- komendantura odcinka i pododdziały sztabowe – Lubaczów
- 154 strażnica – Mosty Małe
- 155 strażnica – Dziewięcierz
- 156 strażnica – Sieniawka
- 157 strażnica – Wielkie Oczy.

## Upamiętnienie

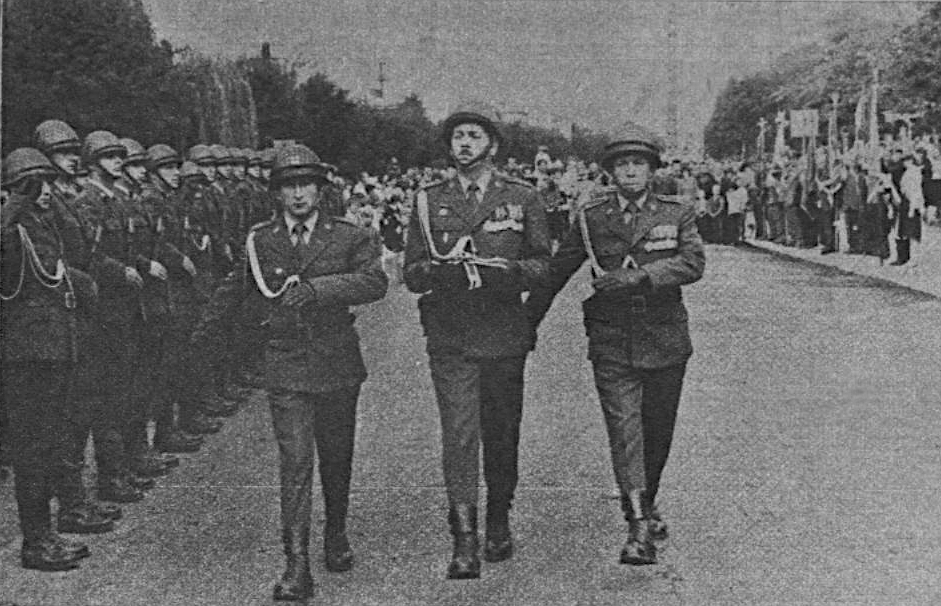
Ceremonia przyznania Krzyża Walecznych strażnicy WOP Lubaczów przez Radę Państwa. Szkarłatną poduszkę z ułożonym Krzyżem Walecznych trzyma dowódca strażnicy (22 lipca 1986)

Za męstwo i bohaterstwo lubaczowskich żołnierzy WOP w walce z podziemiem Ukraińskiej Powstańczej Armii, 22 lipca 1986 Rada Państwa nadała strażnicy WOP Lubaczów Krzyż Walecznych.
[...] W mieście panowała odświętna atmosfera nie tylko dlatego, że akurat lipcowe święto. Orkiestra, zaproszeni goście generalskie szlify... Na szkarłatnej poduszce trzymanej przez dowódcę strażnicy ułożono Krzyż Walecznych. Na trybunie honorowej, obok niej także po przeciwnej stronie na chodniku pod ogrodzeniem szkoły podstawowej im. Milicji Obywatelskiej, w pocztach sztandarowych kombatanci. Ten Krzyż, przyznany lubaczowskiej strażnicy Przez Radę Państwa jest również dla nich. W tym: st. sierż. sztab. rez. Bronisław Sondej, płk rez. Marian Pciło, st. sierż. MO Ignacy Mazurkiewicz, mjr rez. Józef Wiśniewski. Gra orkiestra. Wzdłuż szyków żołnierzy przemieszcza się niesione przez oficera WOP bojowe odznaczenie. Chłopcy w hełmach ciekawie przypatrują się wstędze i krzyżowi. Ciekawość, zwykła ciekawość? A może nie tylko? Chyba coś więcej niż kolejna regulaminowa impreza pozostało im w świadomości... Koniec uroczystości. Większość widzów pobiegła na boisko szkolne, tam zapowiedziano występ słynnej wopowskiej orkiestry reprezentacyjnej z Nowego Sącza. Obok trybuny pozostało kilka osób. Zadumani, zamyśleni. Twarze w zmarszczkach, siwe włosy, w klapach marynarek zbowidowskie znaczki i miniaturki bojowych odznaczeń... Czas zatarł wiele wspomnień. Są jednak rzeczy o których nie można zapomnieć....